# Espinàs (Tarn i Garona)
Espinàs (en francès Espinas) és un municipi francès situat al departament de Tarn i Garona i a la regió d'Occitània.

## Demografia
| 1962                                       | 1968 | 1975 | 1982 | 1990 | 1999 | 2007 |
| ------------------------------------------ | ---- | ---- | ---- | ---- | ---- | ---- |
| 171                                        | 214  | 189  | 175  | 150  | 163  | 179  |
| Des de 1962: població sense dobles comptes |      |      |      |      |      |      |

## Administració
| Període   | Identitat     | Partit |
| --------- | ------------- | ------ |
| 1983-2003 | Yvan Remezy   |        |
| 2003-     | Alban Lombard |        |